# Elvira Concheiro
María Elvira Concheiro Bórquez es una socióloga, académica y funcionaria pública mexicana. En 2020 fue nombrada como titular de la Tesorería de la Federación (Tesofe) en la administración de Andrés Manuel López Obrador.

## Biografía

### Estudios
Elvira Colcheiro realizó estudios de sociología en la Universidad Nacional Autónoma de México, donde realizó su licenciatura, maestría y doctorado, específicamente en la Facultad de Ciencias Políticas y Sociales. Habla, además del español, el inglés, francés y portugués.

### Carrera profesional
Como académica, se desempeña como profesora investigadora titular B en el Centro de Investigaciones Interdisciplinarias en Ciencias y Humanidades de la Universidad Nacional Autónoma de México.
Como escritora e investigadora, sus líneas de trabajo son el pensamiento crítico en México y América Latina, así como los comunistas del siglo XX.
En diciembre de 2020, Andrés Manuel López Obrador la invitó a formar parte de su gabinete, como titular de la Tesorería de la Federación; lo cual fue aprobado y ratificado por la Cámara de Diputados, con 280 votos a favor, 95 en contra y cuatro abstenciones. Los partidos de oposición al presidente se inconformaron y señalaron que se trataba de una decisión política, pues al ser socióloga, no tenía el perfil para el puesto.

## Premios y distinciones
- Diploma por 30 años en la UNAM[1]
- Investigadora nacional por el Sistema Nacional de Investigadores[1]

## Obra

### Libros
- Reencuentro con Marx: praxis y partido, Centro de Investigaciones Interdisciplinarias en Ciencias y Humanidades, UNAM. 2014[5][6]
- El gran acuerdo. Empresarios y gobierno en la modernización salinista. Instituto de Investigaciones Económicas, UNAM. 1996[6][7]
- El poder de la gran burguesía. Ediciones de Cultura Popular, 1979[6][8]